# Wilhelm von Brühl
Friedrich Wilhelm Karl Graf von Brühl (* 15. Mai 1788 in München; † 19. Juli 1867 in Dirmstein) war ein preußischer Generalleutnant.

## Leben

### Herkunft
Wilhelm entstammt dem sächsisch-thüringischen Adelsgeschlecht von Brühl. Er war der Sohn des Generalmajors Albert Christian Heinrich von Brühl (1743–1792) und dessen Ehefrau Laura Maria Walpurgis, geborene Gräfin von Minucci (1759–1824), der Tochter des bayerischen Generalleutnants Carl Adolf von Minucci.

### Leben
Brühl kam am 1. März 1799 als Eleve an die Ecole militaire nach Berlin und wurde am 27. März 1805 als Fähnrich im Infanterieregiment „von Möllendorff“ der Preußischen Armee angestellt. Während des Vierten Koalitionskrieges kämpfte er in der Schlacht bei Auerstedt und wurde nach der Kapitulation von Erfurt inaktiv gestellt.
Nach dem Krieg avancierte Brühl Ende Januar 1808 zum Sekondeleutnant und wurde am 15. Juli 1809 mit Patent vom 26. Dezember 1807 dem 1. Westpreußischen Infanterie-Regiment aggregiert. Zur weiteren Ausbildung absolvierte er 1810/12 die Allgemeine Kriegsschule und wurde zwischenzeitlich in das Regiment einrangiert. Anfang September 1813 folgte eine Verwendung als Adjutant bei Oberst von Jagow und in dieser Stellung stieg Brühl Mitte November 1813 zum Premierleutnant auf, bevor er Ende des Monats in die Adjutantur kam. Während der Befreiungskriege kämpfte er bei Großgörschen, Bautzen, Dresden, Bunzlau, Dippoldiswalde, Nollendorf, Reims, Wavre, Namur sowie den Belagerungen von Philippeville, Montmédy und Givet. Für Leipzig erhielt Brühl das Eiserne Kreuz II. Klasse sowie den Orden des Heiligen Wladimir VI. Klasse und für Ligny das Eiserne Kreuz I. Klasse. In der Zeit wurde er am 6. April 1814 zum Stabskapitän befördert.
Nach dem Krieg wurde er am 7. Juni 1815 Kapitän und 1817 Adjutant der Truppen-Brigade in Breslau. Als Major war Brühl Ende Januar 1821 zur österreichischen Armee nach Italien kommandiert. Von Ende März 1827 bis Ende März 1833 war er Adjutant beim Generalkommando des V. Armee-Korps in Posen. Anschließend diente Brühl als Bataillonskommandeur im 7. Infanterie-Regiment, erhielt 1835 den Sankt-Stanislaus-Orden II. Klasse und avancierte Ende März 1837 zum Oberstleutnant. Ein Jahr später beauftragte man ihn zunächst mit der Führung des 40. Infanterie-Regiments und ernannte Brühl am 24. Januar 1839 zum Regimentskommandeur. In dieser Stellung am 30. März 1839 zum Oberst befördert, erhielt Brühl am 9. August 1842 das Kommando über die 13. Landwehr-Brigade und wurde am 5. September dem 40. Infanterie-Regiment aggregiert. Als Generalmajor wurde er am 20. Juli 1848 Kommandeur der 12. Infanterie-Brigade in Neisse. Unter Verleihung des Charakters als Generalleutnant wurde Brühl am 4. Dezember 1849 als Generalleutnant mit Pension zur Disposition gestellt.
Am 1. März 1855 wurde Brühl zum Präses der General-Ordens-Kommission berufen. Diese Tätigkeit musste er ab dem 5. Mai 1860 für einen fünfmonatigen Erholungsurlaub unterbrechen. Unter Verleihung des Roten Adlerordens I. Klasse mit Eichenlaub wurde er am 29. April 1863 von seiner Stellung entbunden. Er starb am 19. Juli 1867 in Dirmstein in der Pfalz.

### Familie
Brühl heiratete am 21. Oktober 1824 in Domslau Charlotte Elise von Tschirschky-Reichel (1800–1825). Sie war eine Tochter des Majors Karl Konrad Leopold Joachim von Tschirschky und Bögendorff und dessen Ehefrau Charlotte, geborene Freiin von Reichel. Nach dem Tod seiner ersten Frau heiratete er am 25. Juli 1839 Henriette von Camuzi (1803–1883), eine Tochter des Geheimen Rates Joseph von Camuzi (1767–1828) und Schwester des Gideon von Camuzi.
Beide Ehe blieben kinderlos.